# غارو: فانيشينغ لاين
غارو: خط التلاشي (بالإنجليزية: Garo: Vanishing Line)‏ مسلسل أنمي ياباني تلفزيوني من إنتاج إستديو مابا. عرض في 6 أكتوبر عام 2017 حتى 30 مارس عام 2018، وتكون من 24 حلقة.

## القصة
القصة تقع أحداثها في مدينة عامرة تدعى روسيل سيتي التي وعلى الرغم من احتفالاتها بنجاحاتها فإن هنالك مؤامرة خبيثة تهدد بزعزعة عالمها، رجل يدعى سورد هو أول من علم بتلك المؤامرة وقرر عندها الخوض بنفسه في حرب الظلال من أجل كشف تلك المؤامرة من خلال امتلاكه دليلًا واحدًا.. “الدورادو”، يقابل امرأة تدعى صوفيا تبحث عن شقيقها الأكبر الذي رحل عنها وترك وراءه رسالة.
“الدورادو”، كما أن سورد فقد أخته الصغرة في الماضي، عندها قرر الاثنان الخوض معًا من أجل معرفة معنى تلك الكلمة.

## العاملون على الأنمي
- إستديو: مابا
- المخرج: سوينغ هو بارك
- منسق القصة: كيوكو يوشيمورا
- تصميم الشخصيات: تاكاشي أوكازاكي
- تصميم الأنمي: توموهيرو كيشي
- الموسيقى: موناكا

## وصلات خارجية
- الموقع الرسمي (باليابانية)